# Sminthurides macnamarai
Sminthurides macnamarai är en urinsektsart som beskrevs av James P. Folsom och Mills 1938. Sminthurides macnamarai ingår i släktet Sminthurides och familjen Sminthurididae. Inga underarter finns listade i Catalogue of Life.